# أوتاي
أوتاي هو مشروب أصله غرب بولينيزيا يشربه الناس عادة كمشروب جانبي للوجبات الكبيرة.
اليوم، هناك علاقة بين المشروب والمطبخ التونغي، بالرغم من ان هناك وصفات مشابهة للاوتاي تصنع في باقي الأرخبيلات الاخرى ويستمتع بها، منها يوفيا وساموا وفوتونا وتوكيلاو وتوفالو ونييوي.
النسخة الأصلية لساموا حسب سجلات المستوطنين الأوروبيين في تسعينيات القرن التاسع عشر تصنع عن طريق خلط فاكهة الامبريلا المبشورة (تدعى ‌‌ڤي بلغة ساموا وتونغا وتدعى وي بلغة هاواي) ولب جوز الهند الصغير و حليب جوز الهند وماء جوز الهند. يسكب الخليط بقشرة جوز الهند فارغة مغطاة بورق جوز الهند ويوضع في إناء ليبرد (او خلف الشلالات) قبل التقديم.
وصفة التانجو مشهورة كثيراً هذه الايام وهي خلط الماء مع لب جوز الهند وفواكه استوائية متنوعة مبشورة واشهرها البطيخ والمانجو والأناناس لكن البطيخ يشتهرفي جزر تونجا، والسكر حسب الرغبة.
لاحظ المؤرخون في تونغا أن هذه الوصفة هي نسخة حديثة من الأوتاي البولينيزي التقليدي، خاصة أنها تقدم الحليب والسكر المكرر والبطيخ والمانجو والأناناس، وهي مكونات أجنبية ليست أصلية من التونغا. الوصفة الاصلية لهم مطابقة للوصفة في الساموا، عدا أن الفاكهة المحلية المستخدمة لم تكن الامباريلا "ڤي" بل تفاح جبل تونغا، الذي يدعى فكيكا.
في ساموا يميزون بين الوصفة "المحلية" ووصفة "المستوطنين" لأن "الأوتاي" يقصد بها المشروب المعد من فاكهة ڤي، والأوتاي المعد من الفاكهة المقدمة من أوروبا يسمى فاي ميليني (مشروب البطيخ) ، فاي ماجو (مشروب المانجو) أو فاي فالا (مشروب أناناس).